# Plectritis macrocera
Plectritis macrocera är en kaprifolväxtart som beskrevs av John Torrey och Samuel Frederick Gray. Plectritis macrocera ingår i släktet Plectritis och familjen kaprifolväxter.

## Underarter
Arten delas in i följande underarter:
- P. m. grayi
- P. m. macrocera

## Bildgalleri

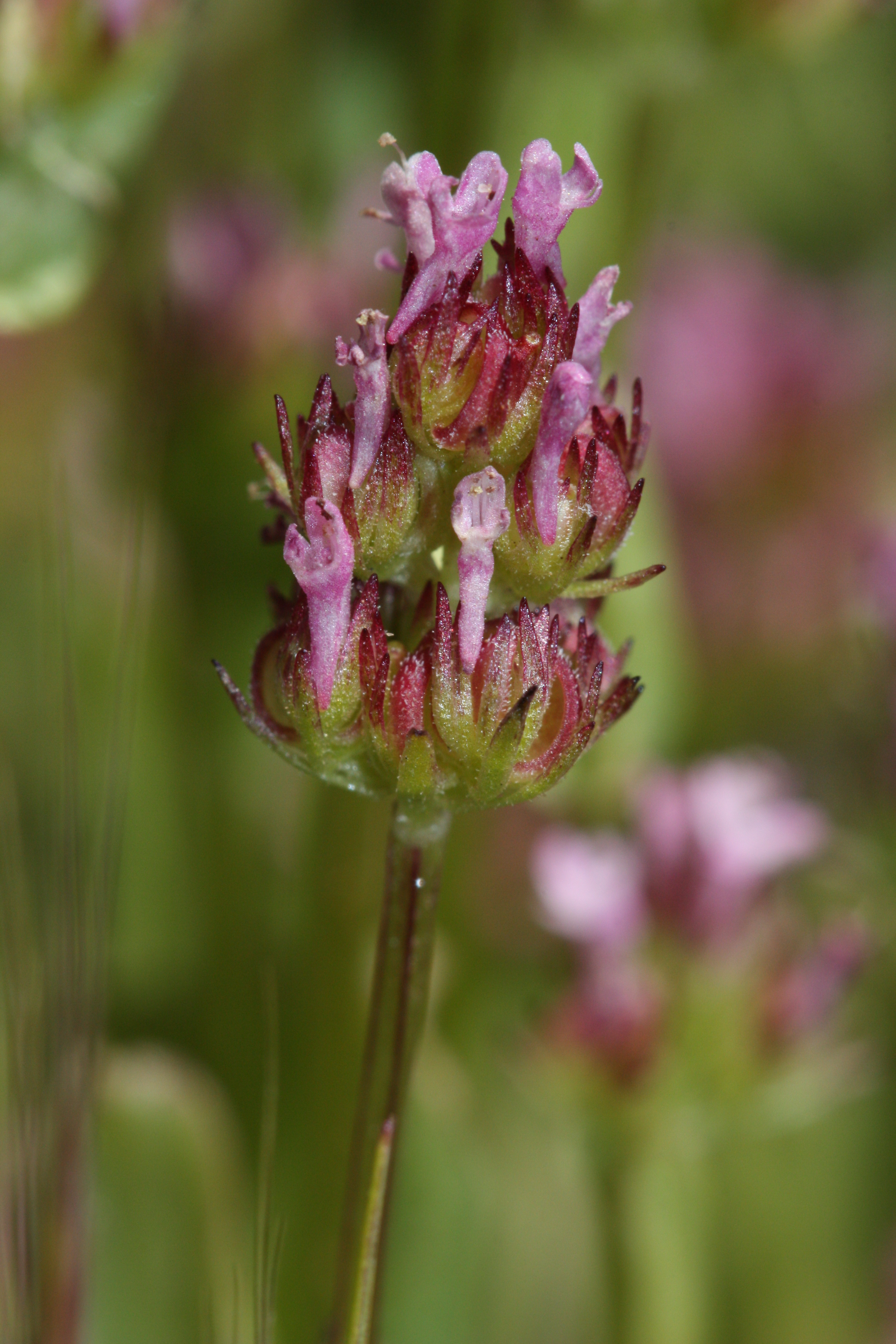
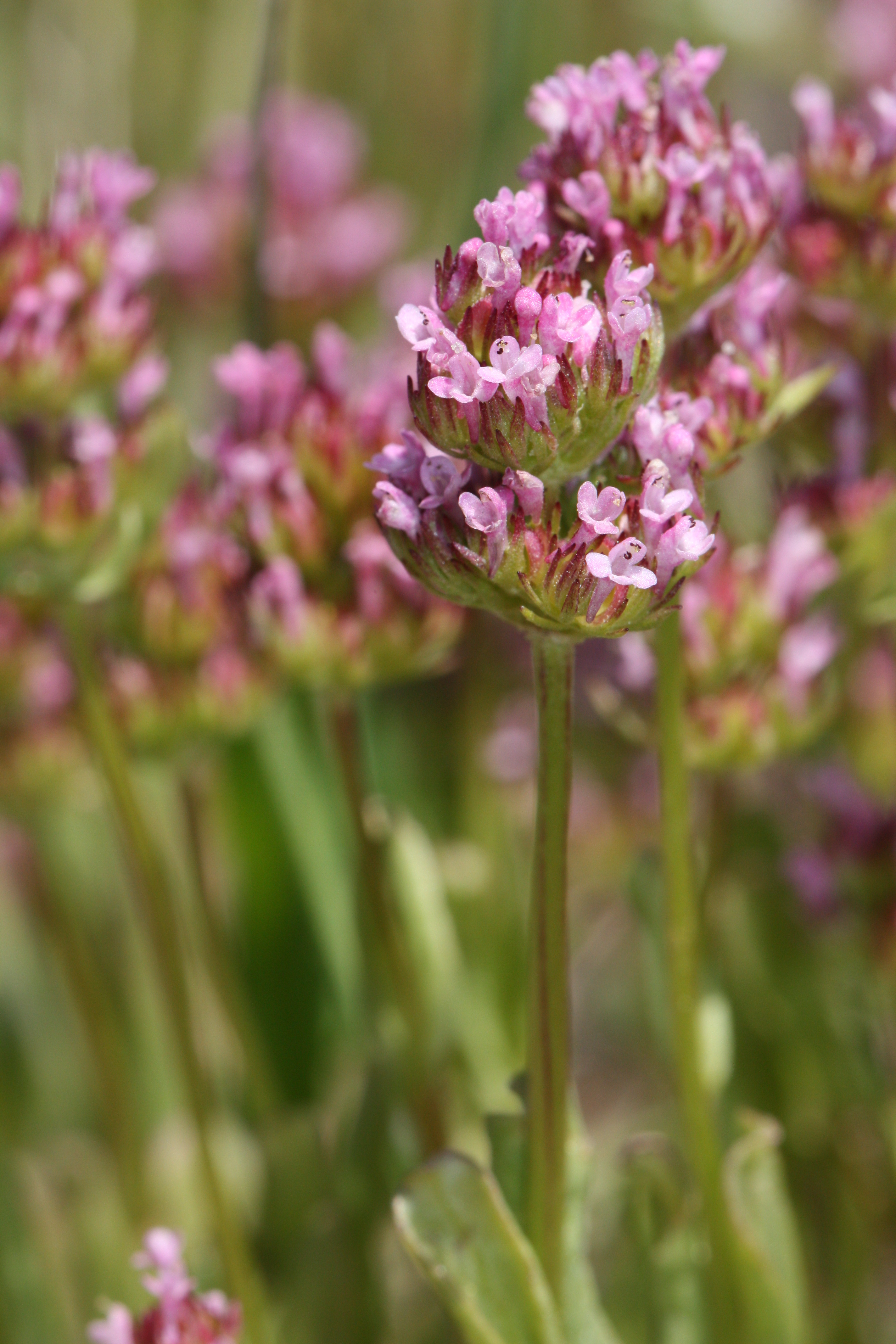
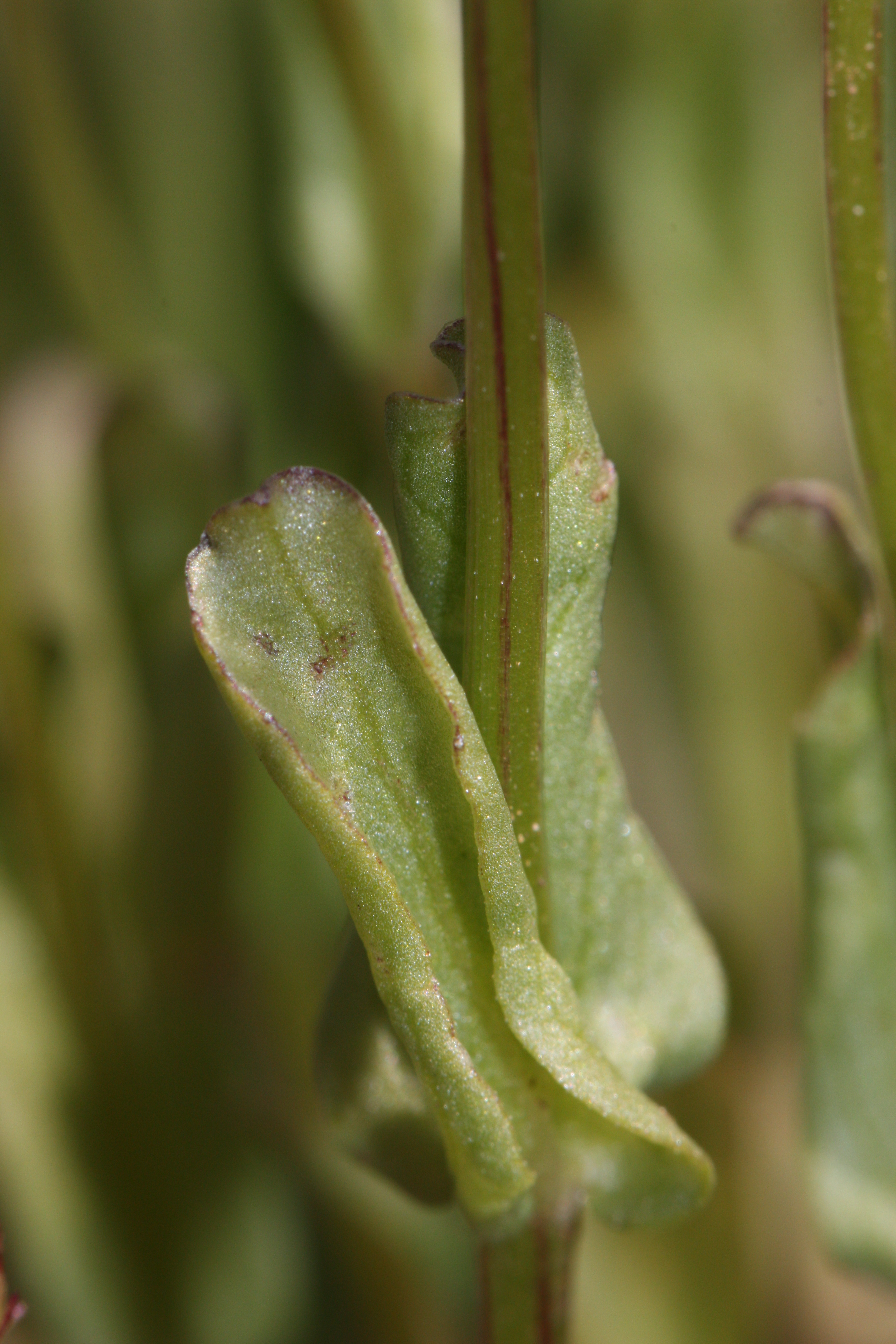
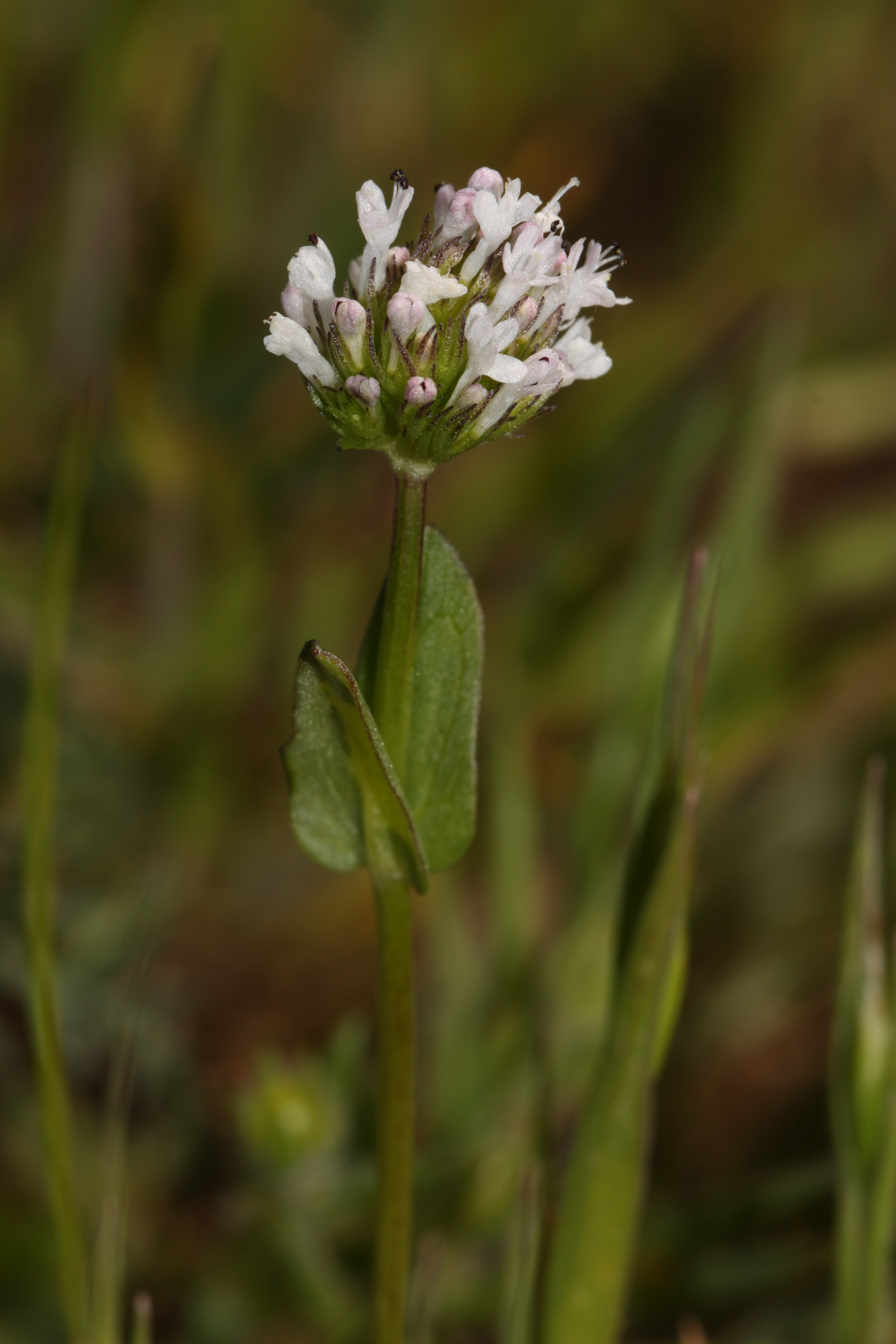
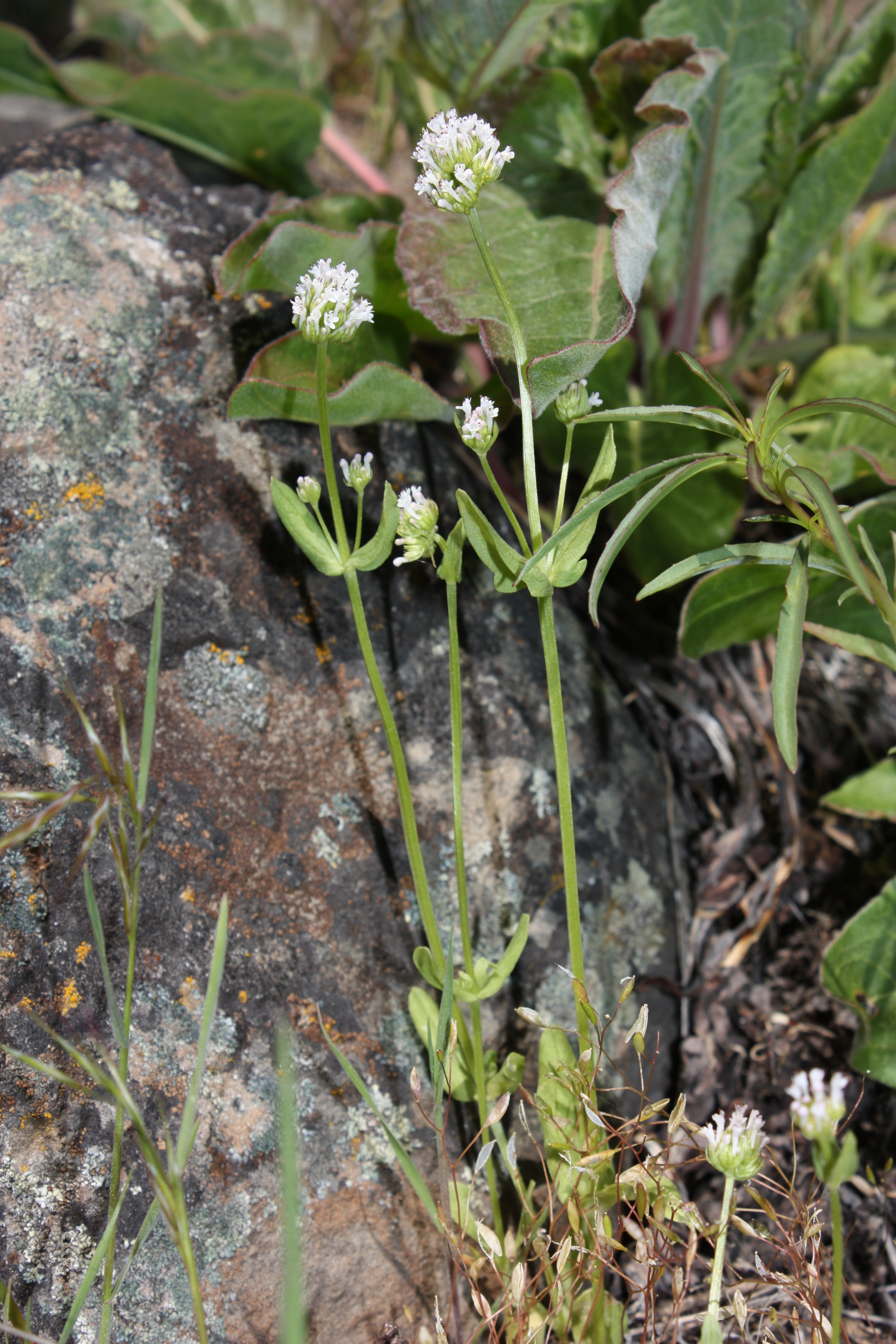